# حزب کمونیست (مائوئیست) افغانستان
حزب کمونیست (مائوئیست) افغانستان، که پسوند مائویست را بعدها به اسم خود افزوده، حزبی زیرزمینی در افغانستان است. این حزب در حال برپایی جنگ درازمدت خلق (جنگ توده‌ای طولانی) علیه امپریالیسم و ارتجاع داخلی است . این حزب علاوه بر افغانستان در دیگر جوامع پارسی زبان نیز هواخواهان قابل توجهی دارد.
این حزب یکی از چندین تشکلی است که از جنبش شعلهٔ جاوید، منشعب شده‌اند. حزب کمونیست (مائوئیست) افغانستان، عضو سازمان «جنبش انقلابی انترناسیونالیستی» است. ارگان مرکزی این حزب نشریه شعله جاوید است. دولت فعلی افغانستان این حزب را به رسمیت نمی‌شناسد.